# Мрыхин, Дмитрий Карпович
Дмитрий Карпович Мрыхин (1905, Вяжа, область Войска Донского — 1966) — советский государственный деятель, председатель Исполнительного комитета Курганского областного Совета депутатов трудящихся (март 1955 года — 17 апреля 1959 года).

## Биография
Дмитрий Мрыхин родился в 1905 году в крестьянской семье на хуторе Вяжа юрта Мигулинской станицы Донецкого округа области Войска Донского, ныне хутор — административный центр Вяжинского сельского поселения Кашарского района Ростовской области. Дома было много книг. Известно, что ими пользовался и писатель Михаил Александрович Шолохов.
В 1915 году окончил начальную школу и трудился в хозяйстве отца и на станичных работах.
В 1923 году начал работать в уездном управлении милиции. В том же году поступил в низшую сельскохозяйственную школу.
В 1925 году вступил в ВЛКСМ.
До 1926 года председатель районного бюро юных пионеров и член бюро райкома комсомола.
1926—1930 учился в Донецком сельскохозяйственном техникуме.
В 1927 году вступил в ВКП(б), в 1952 году партия переименована в КПСС.
После получения образования работал агрономом райколхозсоюза города Миллерово Северо-Кавказского края (ныне Ростовская область), с годичным перерывом на военную службу в Рабоче-крестьянской Красной Армии.
Затем работал заведующим сектором Северо-Кавказской краевой опытной станции.
По партийной мобилизации направлен старшим агрономом Ялуторовской машинно-тракторной станции Уральской области (ныне Тюменская область).
В 1934—1938 годах — научный работник и заведующий Троицким опытным полем в Челябинской области.
В 1938—1940 годах — начальник семенного, затем сортового управления Челябинского областного земельного отдела.
В конце 1940 года выдвинут на партийную работу, утверждён помощником секретаря Челябинского обкома ВКП(б),
С осени 1941 года по 1943 год — первый секретарь Курганского районного комитета ВКП(б) Челябинской области. Одновременно учился на вечернем отделении находящегося в эвакуации Полтавского института инженеров социалистического сельского хозяйства (ныне Курганская государственная сельскохозяйственная академия имени Т. С. Мальцева) и в аспирантуре Всесоюзного научно-исследовательского института зернового хозяйства.
В 1943 году, после образования Курганской области, назначен начальником Курганского областного земельного отдела, а через некоторое время — заместителем председателя Исполнительного комитета Курганского областного Совета депутатов трудящихся.
В 1944—1950 годах — заведующий сельскохозяйственным отделом Курганского областного комитета ВКП(б).
В 1950—1953 годах — уполномоченный министерства заготовок по Курганской области.
В 1952 году заочно окончил Высшую партийную школу при ЦК КПСС.
В 1953 — марте 1954 года — начальник Курганского областного управления сельского хозяйства.
С марта 1954 по март 1955 года — 2-й секретарь Курганского областного комитета КПСС. Избирался депутатом Курганского областного Совета депутатов трудящихся. В областном Совете III созыва возглавлял постоянную комиссию дорожного строительства.
С апреля 1955 по 17 апреля 1959 года работал председателем Исполнительного комитета Курганского областного Совета депутатов трудящихся V созыва.
В марте 1959 года избран депутатом Верховного Совета РСФСР V созыва по Юргамышскому округу.
С мая 1959 года по 1962 год — начальник Челябинского областного дорожного управления. В 1962 году начальником Челябинского областного управления строительства и ремонта автомобильных дорог был утвержден Иван Трофимович Минеев.
Дмитрий Карпович Мрыхин умер в 1966 году <где?>.

## Награды и звания
- Орден Трудового Красного Знамени (1956)
- Орден «Знак Почёта» (1949)
- Медаль «За доблестный труд в Великой Отечественной войне 1941—1945 гг.» (1946)
- Медаль «За освоение целинных земель» (1957)
- Медаль «Участник Всесоюзной сельскохозяйственной выставки» (1955)